# Menno ter Braak
Œuvres principales
- Le National-Socialisme, doctrine de la rancune (1937)

Menno ter Braak (26 janvier 1902 - 15 mai 1940) est un essayiste, critique littéraire et romancier néerlandais.

## Vie
Né à l'est du pays (Eibergen), il se rend à 19 ans à Amsterdam pour y faire ses études de lettres néerlandaises. Il y devient rédacteur de Propria Cures, le magazine culturel des étudiants d'Amsterdam. Pour finir sa thèse sur Otto III (écrite en allemand), il séjourne quelques mois à Berlin. En 1927 il fonde, avec e.a. le cinéaste Joris Ivens, la 'Filmliga', une organisation ayant pour but de promouvoir le film d'avant-garde, et dont il devient le secrétaire. 
Après avoir rempli quelques postes en province, il devient professeur au lycée de Rotterdam, position qu'il occupe jusqu'en 1933. C'est pendant cette période qu'il noue des liens d'amitié avec l'auteur néerlandais Edgar du Perron, et c'est avec lui qu'il fonde en 1931 le magazine culturel Forum. Ce magazine, bien qu'ayant une distribution restreinte, exercera une influence telle qu'on parlera plus tard de la génération Forum. Dans leur correspondance on peut suivre en détail toutes les besognes qu'a entraînées la publication des numéros de Forum. 
Sous l'influence du même Edgar du Perron, Ter Braak se familiarise de plus en plus avec la littérature française de l'époque. Du Perron vivait en France et était l'ami de Pascal Pia et d'André Malraux.
En 1933, Ter Braak devient rédacteur littéraire du journal Het Vaderland. Il s'installe alors à La Haye. Pendant sept ans, il écrit ses 'chroniques' pour ce journal, qui lui valent la réputation du critique littéraire le plus influent du pays, Het Vaderland ayant une distribution nationale.
En 1936, il est un des fondateurs de Comité National de Vigilance (Nationaal Comité voor Waakzaamheid). Ce comité s'efforçait de mettre leurs compatriotes en garde contre le nazisme. 
Dans ses chroniques, Ter Braak ne cache pas ses opinions politiques, ce dont résulte un conflit à résonance nationale avec les dirigeants du journal. En même temps, il soutient les auteurs allemands de l'émigration (leur cahier Die Sammlung fut édité aux Pays-Bas).
Convaincu qu'une vie sous l'occupation allemande lui serait insupportable, Ter Braak s'est suicidé le 15 mai 1940, immédiatement après la capitulation de l'armée néerlandaise (les Allemands ayant envahi les Pays-Bas le 10 mai).

## Œuvre

### Thèmes
- Orientation Européenne.

Dans ses critiques il ne parle pas uniquement de livres néerlandais. Ter Braak suivait de près les plupart des développements dans les littératures Anglaise, Française et Allemande. Il 'fustige' tout ce qui dans la littérature néerlandaise n'atteigne à ce niveau européen.
- L'Homme ou la Forme.

Associé au nom de Forum est le débat Vorm of Vent (Forme ou Homme): pour Ter Braak l'œuvre d'art doit montrer l'homme derrière l'œuvre. L'adoration de la forme en soi (l'art pour l'art') est repoussée par Forum comme étant stérile.
- Contre les catholiques.

S'étant démarqué du protestantisme de sa jeunesse dans Afscheid van Domineesland, Ter Braak est ensuite entré en lice contre les auteurs catholiques de son époque. Lui, individu sceptique, 'nihiliste' sans idéaux, contre l'institution établie du catholicisme avec ses 'vérités' révélées.
- Opposition face au nazisme.

Comme beaucoup d'intellectuels dans les années 1920 Ter Braak avait ses réservations par rapport à la démocratie. Mais avec l'avènement de Hitler en 1933 il s'est rendu compte du danger que constitue une dictature, et dans ses écrits il s'est prononcé emphatiquement pour la démocratie.

### Style
Depuis ses débuts, ter Braak a toujours exhibé un caractère de polémiste. Qu'il s'agisse de films Américains qu'il réprouve, ou d'auteurs de livres à succès facile, ou même de livres d'auteurs Allemands de l'émigration, il ressent toujours le même devoir ardent d'énoncer ses opinions, d'être sincère, pour se démarquer et clarifier sa propre position.

### Romans
Ter Braak a écrit deux romans, partiellement autobiographiques. Ils ne lui ont pas valu la réputation de grand romancier: c'est en premier lieu comme essayiste et critique littéraire qu'on considère Ter Braak.

### Œuvres de Ter Braak
- Menno ter Braak : Verzameld werk. Amsterdam, 1950-1951. Édition des œuvres de Ter Braak, établie par M. van Crevel, H.A. Gomperts et G.H. 's Gravesande. Contient les œuvres publiées par Ter Braak lui-même, sa thèse, et la plupart des articles écrits par lui (sauf ceux publiés dans Propria Cures). Les éditeurs ont néanmoins opéré un choix, et il ne s'agit donc pas de véritables œuvres complètes.
- Menno ter Braak : De Propria Cures artikelen. Den Haag, 1978. Contient tous les articles de Ter Braak publiés dans Propria Cures. Édition établie par C. Peeters.
- Menno ter Braak : De artikelen over emigrantenliteratuur 1933-1940. Den Haag, 1980. Contient tous les articles de Ter Braak au sujet de la littérature Allemande d'émigration qui manquent dans la Verzameld Werk.
- Menno ter Braak / E. du Perron: Briefwisseling 1930-1940. Amsterdam, 1962-1967. Quatre volumes de correspondance, édités et annotés par H. van Galen Last.
- Menno ter Braak : Le national-socialisme, doctrine de la rancune Suivi de Discours sur la liberté, Traduction et annotations par Pierre-Marie Finkelstein, La Barque, 2022.

### Œuvres sur Ter Braak
- L.Hanssen : Want alle verlies is winst (1902-1930), Amsterdam 2000. Sterven als Polemist (1930-1940), Amsterdam, 2001. Biographie en deux volumes, couvrant la vie et l'œuvre de Ter Braak.
- E.Kieft : Het Plagiaat. Nijmegen, 2006. Souligne l'importance qu'a eue pour Ter Braak sa controverse avec les auteurs catholiques, notamment Anton van Duinkerken, aspect dont l'importance est sous-estimée dans la biographie de L. Hanssen, selon Kieft.
- J.J. Oversteegen : Vorm of Vent. Amsterdam, 1969.
- A. Borsboom : Menno ter Braak. Onpersoonlijk nihilisme en nihilistische persoonlijkheid. Utrecht, 1980.
- M. van Nieuwstadt : De verschrikkingen van het denken. Groningen, 1977.
- W. Bruls : Menno ter Braak en Thomas Mann. Een literaire vriendschap.  Utrecht, 1990. Essai sur l'amitié de Ter Braak et Thomas Mann.
- F. Bulhof : Over Politicus zonder partij van Menno ter Braak. Amsterdam, 1980. Étude sur Politicus zonder partij.